# Ybycuí
Ybycuí – miasto w departamencie Paraguarí, w Paragwaju. Według danych na rok 2020 miasto zamieszkiwało 25 338 osób, a gęstość zaludnienia wyniosła 30,4 os./km².

## Demografia
Ludność historyczna:
| Rok                         | 2000   | 2005   | 2010   | 2015   | 2020   |
| --------------------------- | ------ | ------ | ------ | ------ | ------ |
| Ludność                     | 22 036 | 22 796 | 23 565 | 24 420 | 25 338 |
| Gęstość zaludnienia os./km² | 26,5   | 27,4   | 28,3   | 29,3   | 30,4   |

Ludność według grup wiekowych na rok 2020:
| Wiek                                | 0–9 lat | 10–19 lat | 20–29 lat | 30–39 lat | 40–49 lat | 50–59 lat | 60–69 lat | 70–79 lat | 80+ lat |
| ----------------------------------- | ------- | --------- | --------- | --------- | --------- | --------- | --------- | --------- | ------- |
| Liczba osób w danej grupie wiekowej | 4464    | 4535      | 4368      | 3843      | 2444      | 2204      | 1833      | 1069      | 578     |

Struktura płci na rok 2020:
| Płeć                         | Mężczyźni | Kobiety |
| ---------------------------- | --------- | ------- |
| Liczba osób w danej płci     | 13 059    | 12 279  |
| Liczba osób w danej płci w % | 50,3      | 49,7    |

## Klimat

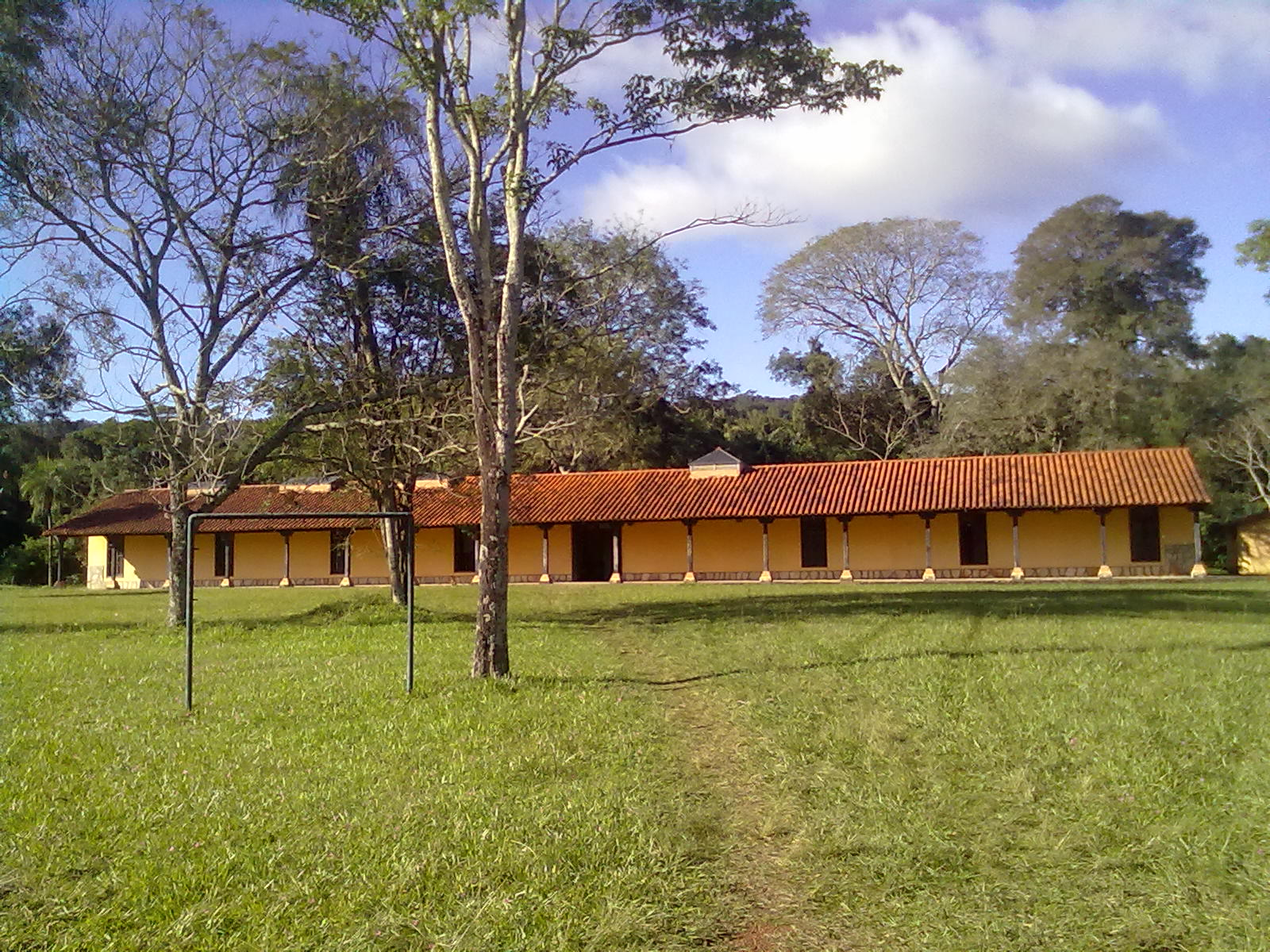
Muzeum odlewnictwa żelaza w Ybycuí

Klimat jest wilgotny i subtropikalny.  Średnia temperatura wynosi 22 °C. Najcieplejszym miesiącem jest styczeń (27 °C), a najzimniejszym jest lipiec (16 °C).  Średnie opady wynoszą 1991 milimetrów rocznie. Najbardziej mokrym miesiącem jest kwiecień (390 milimetrów deszczu), a najbardziej suchy jest sierpień – 82 milimetry.

## Infrastruktura
Przez miasto przebiega Ruta 1 łącząca Ybycuí ze stolicą państwa Asunción.